# Campo pró-democracia
Campo pró-democracia ou campo pan-democrático (chinês tradicional: 民主派 ou 泛民主派) refere-se a um alinhamento político em Hong Kong que apoia o crescimento ou difusão da democracia, nomeadamente o sufrágio universal do Chefe do Executivo e do Conselho Legislativo, tal como definido pela Lei Básica na estrutura de "Um País, Dois Sistemas".
Os pró-democratas geralmente adotam valores liberais como o Estado de Direito, os Direitos Humanos, as liberdades civis e a justiça social, embora suas posições econômicas variem. Eles são frequentemente identificados como o "campo da oposição" devido a sua postura não cooperativa e às vezes conflituosa em relação à RAE de Hong Kong e aos Governos Centrais chineses. Oposto ao campo pró-democracia está o campo pró-Pequim, cujos membros são vistos como apoiadores do Governo Central da China. Desde a transferência de soberania, o campo pró-democracia recebeu 55 a 60 por cento dos votos em cada eleição, mas retornou menos da metade dos assentos no Conselho Legislativo devido aos deputados do legislativo eleitos indiretamente.
Os ativistas pró-democracia emergiram dos movimentos juvenis na década de 1970 e começaram a tomar parte na política eleitoral à medida que o governo colonial introduzia a democracia representativa em meados da década de 1980. Os pró-democratas se uniram para pressionar por uma maior democracia tanto no período de transição quanto após a entrega de Hong Kong em 1997. Eles também apoiaram uma maior democracia na China e assumiram o papel de apoio no protesto na Praça da Paz Celestial em 1989. A relação entre os pró-democratas e o governo de Pequim tornou-se hostil depois que a repressão sangrenta de Pequim contra o protesto e os pró-democratas foi rotulada de "traição". Depois da eleição para o Conselho Legislativo de 2004, o termo "campo pan-democrático" (abreviado "pan-dems") foi mais usado à medida que partidos e políticos diferentes de diferentes espectros políticos surgiram.
Na eleição do Conselho Legislativo de 2016, o campo enfrentou o desafio dos novos localistas que surgiram após a Revolução do Guarda-Chuva e correram sob a bandeira da "autodeterminação" ou da independência de Hong Kong. Após a eleição, alguns localistas se juntaram à bancada pró-democratas que se rebatizou como "campo pró-democracia". A desunião dentro do campo e o fracasso da Revolução dos Guarda-Chuvas custaram caro aos pró-democratas nas eleições suplementares de 2018. O movimento antiextradição de 2019, no entanto, viu uma recuperação na popularidade do acampamento, o que contribuiu para sua maior vitória na história de Hong Kong, ganhando o controle de dezessete dos dezoito Conselhos Distritais e mais que triplicando seus assentos de 124 para 388 na eleição do Conselho Distrital de 2019. Em reacção à agitação política, o governo de Pequim restringiu ainda mais a oposição e a desqualificação de quatro legisladores pró-democracia em exercício desencadeou as demissões dos 15 restantes pró-democratas da legislatura, deixando os pró-democratas sem representação pela primeira vez desde 1998.

## Ideologia
Um dos principais objetivos do campo pró-democracia é alcançar o sufrágio universal do Chefe do Executivo (CE) e do Conselho Legislativo (CoLeg), conforme garantido no Artigo 45 e no Artigo 68 da Lei Básica, respectivamente. Desde a decisão de 31 de agosto de 2014 do Comitê Permanente do Congresso Nacional do Povo (CPCNP), que determinou que o candidato a Chefe do Executivo seria selecionado por um comitê de nomeação altamente restritivo e foi vista como uma traição ao valor democrático, alguns democratas levantaram a questão do direito à autodeterminação. No entanto, os principais pró-democratas mantiveram o seu apoio a uma Hong Kong altamente autónoma, no quadro de "Um País, Dois Sistemas", tal como prometido pela Lei Básica.
Os pró-democratas geralmente adotam valores liberais, como o Estado de Direito, os direitos humanos, as liberdades civis e a justiça social, embora suas posições econômicas variem. Alguns pró-democratas se posicionam como mais pró-trabalho, enquanto a maioria dos pró-democratas acredita em uma sociedade mais meritocrática ou igualitária. O campo pró-democracia geralmente apoia o movimento democrático chinês, o que pode ser rastreado até seu apoio aos protestos da Praça da Paz Celestial em 1989. Muitos dos pró-democratas têm pedido o fim do regime de partido único do Partido Comunista Chinês e, portanto, são vistos como uma ameaça pelas autoridades de Pequim. O apoio do grupo a uma democracia mais liberal é visto como inaceitável pelo governo de Pequim. Em alguns casos, os activistas pan-democráticos foram rotulados como traidores da China.
Os pró-democratas também estão divididos em sua abordagem para alcançar a democracia: os democratas moderados, representados pelo Partido Democrata e pela Associação para a Democracia e a Subsistência do Povo (ADSP), acreditam no diálogo com os governos de Pequim e Hong Kong em vez da luta, enquanto os democratas radicais, como a Liga dos Social-Democratas e o Poder Popular, acreditam em ações de rua e movimentos de massa. Houve graves conflitos e desconfiança entre as duas facções e uma grande divisão após a votação da reforma constitucional em 2010, onde o Partido Democrata negociou com os representantes de Pequim e apoiou a proposta de reforma modificada, sendo assim visto como uma traição pelos democratas radicais.

## História

### Desenvolvimento precoce
Os membros do campo incluem assistentes sociais e ativistas sociais surgidos dos movimentos juvenis dos anos 70. Muitos deles se agruparam como a "facção de ação social", competindo contra os maoístas pró-comunistas em quem eles discordavam de suas posições maoístas ultra-nacionalistas e radicais. Embora afirmando ser patriótica e lançando a defesa do movimento Ilhas Diaoyu, a "facção de ação social" se dedicou às questões sociais locais em Hong Kong. Eles lutaram pela desigualdade social e questões de subsistência, incluindo o movimento anti-corrupção e movimento da língua chinesa e assim por diante. No início dos anos 1980, quando surgiu a questão da soberania de Hong Kong, muitos deles apoiaram uma autonomia democrática de Hong Kong sob a soberania chinesa, notadamente o Meeting Point fundado em janeiro de 1983, que se tornou o primeiro grupo político a apoiar publicamente a soberania chinesa de Hong Kong.
Depois da Declaração Conjunta Sino-Britânica, os pró-democratas começaram a se unir para exigir mais democracia antes e depois de 1997. Em 1986, vários grupos políticos, ativistas, profissionais e políticos se uniram sob a bandeira do Comitê Conjunto para a Promoção do Governo Democrático (JCPDG), exigindo eleições diretas para o Conselho Legislativo em 1988 e um sufrágio universal anterior para o Chefe do Executivo do Conselho Legislativo após 1997, tal como apresentado na proposta do Grupo dos 190. Seu principal rival na época era o Grupo dos 89, um grupo de elites profissionais e de negócios conservadores do Comitê de Elaboração de Leis Básicas de Hong Kong (HKBLDC) e do Comitê Consultivo de Leis Básicas de Hong Kong (HKBLCC). Em geral, eles se opunham à administração colonial britânica e à sua percepção de "prostração" ao governo de Pequim em relação a questões como reforma constitucional, eleições diretas, direitos cívicos e a Usina Nuclear da Baía de Daya.
Os pró-democratas mantiveram uma relação relativamente calorosa com o governo de Pequim durante os anos 80, uma vez que muitos dos pró-democratas apoiaram a soberania chinesa em Hong Kong e o "alto grau de autonomia", conforme assegurado na Declaração Conjunta Sino-Britânica. Eles também viram o ideal de Hong Kong ajudando nas Quatro Modernizações da China. As autoridades de Pequim também viam os pró-democratas como alvos da frente única. Barrister Martin Lee e o educador Szeto Wah, presidente do Sindicato de Professores Profissionais de Hong Kong, que também eram os dois líderes pró-democracia mais visíveis, foram nomeados membros do Comitê de Redação de Leis Básicas de Hong Kong em 1985 por Pequim.
Os pró-democratas também participaram da política eleitoral, pois eleições diretas foram introduzidas nos níveis locais na década de 1980, a saber, os Conselhos Distritais, o Conselho Urbano e o Conselho Regional. Entre eles, o ponto de encontro formado em 1983, a Sociedade de Assuntos de Hong Kong em 1985 e a Associação pela Democracia e Subsistência dos Povos em 1986 tornaram-se os três principais grupos pró-democráticos e formaram uma aliança estratégica nas eleições do Conselho Distrital de 1988, que estabeleceram a fundação. dos apoios de base pró-democracia.

### Protestos na Praça da Paz Celestial e últimos anos coloniais
A consolidação de seu apoio público tem suas raízes em oposição à repressão na Praça da Paz Celestial em 1989, que despertou o horror, a simpatia e o apoio generalizados dos manifestantes pelos cidadãos de Hong Kong. Os pró-democratas, que estavam fortemente envolvidos nos protestos e formaram a Aliança de Hong Kong de Apoio aos Movimentos Democráticos Patrióticos na China (ADSPDMC ou Alliance), foram vistos como "traição" e uma ameaça ao governo de Pequim. Os dois membros pró-democracia do Comitê de Elaboração da Lei Básica, Martin Lee e Szeto Wah, foram retirados do cargo depois que eles renunciaram em protesto contra a repressão sangrenta, muitos de outros pró-democratas foram impedidos de entrar na China Continental desde então. Desde 1989, a Aliança organiza uma vigília anual à luz de velas para a repressão de 4 de junho no Victoria Park, em Hong Kong, que atrai milhares de pessoas todos os anos. Antes da primeira eleição direta para o Conselho Legislativo em 1991, cerca de 600 ativistas da democracia co-fundaram o primeiro grande partido pró-democracia, os Democratas Unidos de Hong Kong.
A aliança eleitoral dos Democratas Unidos de Hong Kong e Meeting Point, juntamente com outros partidos políticos, grupos e independentes menores, conquistou uma histórica vitória esmagadora nas eleições de 1991, tirou 17 dos 18 assentos do eleitorado geográfico. Os pró-democratas eram frequentemente considerados aliados estratégicos de Chris Patten, o último governador colonial que propôs uma reforma democrática muito progressista nos últimos anos antes da entrega de Hong Kong, apesar da forte oposição de Pequim. Os democratas apoiaram a proposta de Patten para a eleição do Conselho Legislativo de 1995. No entanto, a emenda de eleição direta em grande escala de Emily Lau não foi aprovada como resultado da abstenção da votação do Meeting Point para Emily Lau, o que causou duras críticas por parte dos democratas radicais e das United Ants. Em 1994, os Democratas Unidos e o Ponto de Encontro fundiram-se no Partido Democrata, que obteve outra vitória esmagadora nas eleições de 1995, ocupando 19 cadeiras no total, muito à frente de outros partidos. Juntamente com outros partidos e indivíduos democráticos, incluindo Emily Lau, Lee Cheuk-yan e Leung Yiu-chung, que mais tarde formaram A Fronteira em 1996 e Christine Loh, que formaram o Partido dos Cidadãos em 1997, os pró-democratas ganharam uma grande maioria na legislatura. nos últimos dois anos antes de 1997.
O governo de Pequim argumentou que a reforma eleitoral introduzida por Patten havia violado a Declaração Conjunta e, portanto, eles não mais se sentiam obrigados a honrar a promessa de um "trem", um plano para manter a legislatura eleita em 1995 na era pós-entrega da RAE. Um Conselho Legislativo paralelo, o Conselho Legislativo Provisório, foi formado em 1996 sob o controle do campo pró-Pequim, que se tornou o Conselho Legislativo após a fundação do novo governo da RAE em 1997, no qual os pró-democratas, exceto a Associação. Democracia e Vida Popular boicotaram, considerando-a inconstitucional.

### Pacote de reformas de 2012 e a divisão
Donald Tsang, o Chefe do Executivo, prometeu resolver a questão do sufrágio universal em seu gabinete durante a eleição. Ele realizou o pacote constitucional de 2012 em 2009, que foi criticado pela pró-democracia como falta de progresso genuíno. A Liga dos Social-Democratas apelou a um referendo de facto, através das eleições de 2010 em cinco circunscrições geográficas. Partido Cívico, o segundo maior partido pró-democrático se juntou, no entanto, o Partido Democrata, o maior partido, estava relutante em participar. O Partido Democrata e outros democratas moderados e acadêmicos pró-democracia lançaram a Aliança para o Sufrágio Universal e começaram a se envolver com os funcionários do continente. O Partido Democrata apresentou uma proposta revisada do pacote para Pequim e a proposta revisada foi aprovada no Conselho Legislativo em apoio ao governo e ao campo pró-Pequim.
No entanto, desencadeou uma grande divisão dentro do campo e também no Partido Democrata. Os jovens turcos, incluindo o membro da LegCo, Andrew Cheng, deixaram o partido e formaram os neo-democratas. O Partido Democrata foi acusado pelo LSD e os radicais de trair a democracia e seus partidários. Sobre a questão de se coordenar com os democratas moderados nas eleições do Conselho Distrital de 2011, a Liga dos Democratas Sociais foi prejudicada na luta entre facções e os dois dos três legisladores do LSD deixaram o partido desordenado e formaram o Poder Popular. A campanha do Poder Popular teve como alvo partidos pan-democratas nas eleições do Conselho Distrital de 2011, que apoiaram o pacote de reformas, preenchendo os candidatos para concorrer contra eles, mas conquistando apenas uma vaga de 62 contestados.
No entanto, o People Power conseguiu conquistar três cadeiras nas eleições do Conselho Legislativo de 2012 e os democratas radicais do People Power e da Liga dos Social Democratas alcançaram 264 mil votos, comparados aos 255 mil do Partido Cívico e 247 mil do Partido Democrata, respectivamente. Apesar das pan-democratas que fixam três dos cinco recém-criado, Conselho Distrital (segundo) circunscrição capacidade para a relação entre a percentagem de votos entre os pan-democratas e do campo pró-Pequim diminuído significativamente desde o tradicional de 60% a 40%, para 55% a 45%.
O presidente do Partido Democrata, Albert Ho, representou o campo de pan-democracia a ser realizado nas eleições presidenciais de 2012. No dia da eleição, os pan-democratas se recusaram a votar nem em Henry Tang nem em Leung Chun-ying e pediram uma votação em branco dos eleitores.

### Revolução do guarda-chuva de 2014
Em março de 2013, todos os 27 legisladores democráticos formaram a Aliança para a Verdadeira Democracia (ATD), substituindo a Aliança para o Sufrágio Universal, para mostrar solidariedade do campo para lutar por uma democracia genuína. O ATD apresentou uma proposta de três canais para a eleição do Chefe do Executivo de 2017 durante a consulta de reforma constitucional em 2014. No entanto, a decisão do Comitê Permanente do Congresso Nacional do Povo (NPCSC) em 31 de agosto descartou a possibilidade de qualquer candidato não endossado por Pequim ser indicado para a eleição, que os pan-democratas acusaram de trair o princípio de "um". "Os pan-democratas apoiaram o plano de desobediência civil do Occupy Central, estudioso de direito, Benny Tai, contra a decisão de Pequim, que mais tarde se transformou em um protesto de ocupações de 79 dias, apelidado de "Revolução dos Guarda-Chuvas". Em 18 de junho de 2015, todos os 27 legisladores pan-democratas e legislador médico Leung Ka-lau votaram contra o projeto de reforma constitucional do governo, enquanto os legisladores pró-Pequim lançaram uma campanha fracassada. A conta foi derrotada por 28 contra 8, mal alcançando o quórum de 35.
Muitos novos grupos políticos surgiram da Revolução da Guarda-Chuva, muitas vezes se distanciaram dos pan-democratas. Muitos dos quais, sendo rotulados como " localistas ", criticaram o fracasso dos pan-democratas em alcançar a democracia nos últimos 30 anos. Muitos deles pediram mais táticas "militantes" sobre os princípios "não violentos" de pan-democratas e "separação China-Hong Kong" em relação ao "sentimento nacionalista chinês" moderado dos pan-democratas do mainstream. Alguns deles também criticaram a reivindicação dos pan-democratas de que os protestos da Praça Tiananmen em 1989, como perseguido pela Aliança de Hong Kong para o Apoio aos Movimentos Democráticos Patrióticos na China (HKASPDMC). Havia também voz crescente para a Independência de Hong Kong do domínio chinês, já que muitos dos quais consideravam o "Um País, Dois Sistemas" fracassaram.

### Eleições de 2016/17 e consequências
Na eleição para o Conselho Legislativo de 2016, localistas com diferentes estandartes juntos tiraram 19 por cento dos votos dos pan-democratas, nos quais os pan-democratas tradicionais asseguraram apenas 36%, 21 a menos do que a eleição anterior. As forças não-oficiais garantiram 30 dos 70 assentos, nos quais os pan-democratas ocuparam 23 cadeiras. Após a eleição, os 27 membros da bancada pró-democratas se rebatizaram em "campo pró-democracia" ou "G27", como três apoiadores da "autodeterminação" de Hong Kong, a saber, Nathan Law, Lau Siu-lai e Eddie Chu juntou-se à bancada. O "G27" logo se tornou "G26" depois que Chu deixou o caucus pouco depois.
Na eleição do subsetor do Comitê Eleitoral de 2016, a coalizão pró-democrata "Democratas 300+" obteve uma vitória recorde no Comitê Eleitoral, que foi responsável pela eleição do Chefe do Executivo em 2017. Os democratas decidiram não colocar seu candidato no campo para aumentar a chance de um candidato alternativo ao establishment contra Leung Chun-ying. Depois que Leung anunciou que não procuraria a reeleição, os pró-democratas se voltaram contra a secretária-chefe para a administração, Carrie Lam, que era vista como "CY 2.0". Os pró-democratas nomeados ex- secretário financeiro John Tsang e aposentado juiz Woo Kwok-hing em meio ao Gabinete de Ligação ativamente pressionado por Lam. Antes da eleição, cerca de 98 por cento dos "mais de 300 democratas" da coalizão decidiram votar em Tsang como ele era o candidato mais popular nas pesquisas.
Em 14 de julho de 2017, Leung Kwok-hung da Liga dos Democratas Sociais, Nathan Law do Demosisto, Yiu Chung-yim e Lau Siu-lai foram destituídos do Conselho Legislativo por suas maneiras na cerimônia de tomada de juramento na reunião inaugural. como resultado da ação legal do governo de Leung Chun-ying e a interpretação da Lei Básica de Hong Kong pelo Comitê Permanente do Congresso Nacional do Povo (NPCSC), após a desqualificação de dois legisladores pró-independência, Baggio Leung e Youngspiration. Yau Wai-ching.
Os pró-democratas sofreram uma derrota nas eleições parciais para quatro das seis vagas em 11 de março de 2018, perdendo o eleitorado geográfico de Kowloon West e o eleitorado funcional da Architectural, Surveying, Planning and Landscape para os candidatos pró-Pequim. Yiu Ching-yim, que disputou em Kowloon West, foi derrotado por Vincent Cheng do DAB com uma pequena margem, tornando-se a primeira vez que um pró-democrata perdeu em uma eleição distrital de um único membro desde a entrega. A participação dos votos dos pró-democratas também caiu dos tradicionais 55% para apenas 47%.

## Desempenho eleitoral

### Eleições do Chefe do Executivo
| Eleição | Candidato       | Partido   | Votos        | %            |
| ------- | --------------- | --------- | ------------ | ------------ |
| 2005    | Lee Wing-tat    | Democrata | Não indicado | Não indicado |
| 2007    | Alan Leong      | Cívico    | 123          | 15,93        |
| 2012    | Albert Ho       | Democrata | 76           | 7,24         |
| 2017    | Leung Kwok-hung | LSD       | Não indicado | Não indicado |

### Eleições do Conselho Legislativo
| Eleição | Número de votos populares | % dos votos populares | Assentos GC | Assentos FC | Assentos CE | Total de assentos | +/− |
| ------- | ------------------------- | --------------------- | ----------- | ----------- | ----------- | ----------------- | --- |
| 1991    | 843.888                   | 61,63                 | 16          | 7           | -           | 20 / 60           | 13  |
| 1995    | 557.515                   | 61,13                 | 16          | 10          | 3           | 29 / 60           | 11  |
| 1998    | 982.249                   | 66,36                 | 15          | 5           | 0 0         | 20 / 60           |     |
| 2000    | 799.249                   | 60,56                 | 16          | 5           | 0 0         | 21 / 60           | 1   |
| 2004    | 1.105.388                 | 62,44                 | 18          | 7           |             | 25 / 60           | 3   |
| 2008    | 901.707                   | 59,50                 | 19          | 4           | 23 / 60     | 3                 |     |
| 2012    | 1.036.998                 | 57,26                 | 18          | 9           | 27 / 70     | 4                 |     |
| 2016    | 781.168                   | 36,02                 | 13          | 10          | 23 / 70     | 3                 |     |